# Armenië op het Eurovisiesongfestival 2016

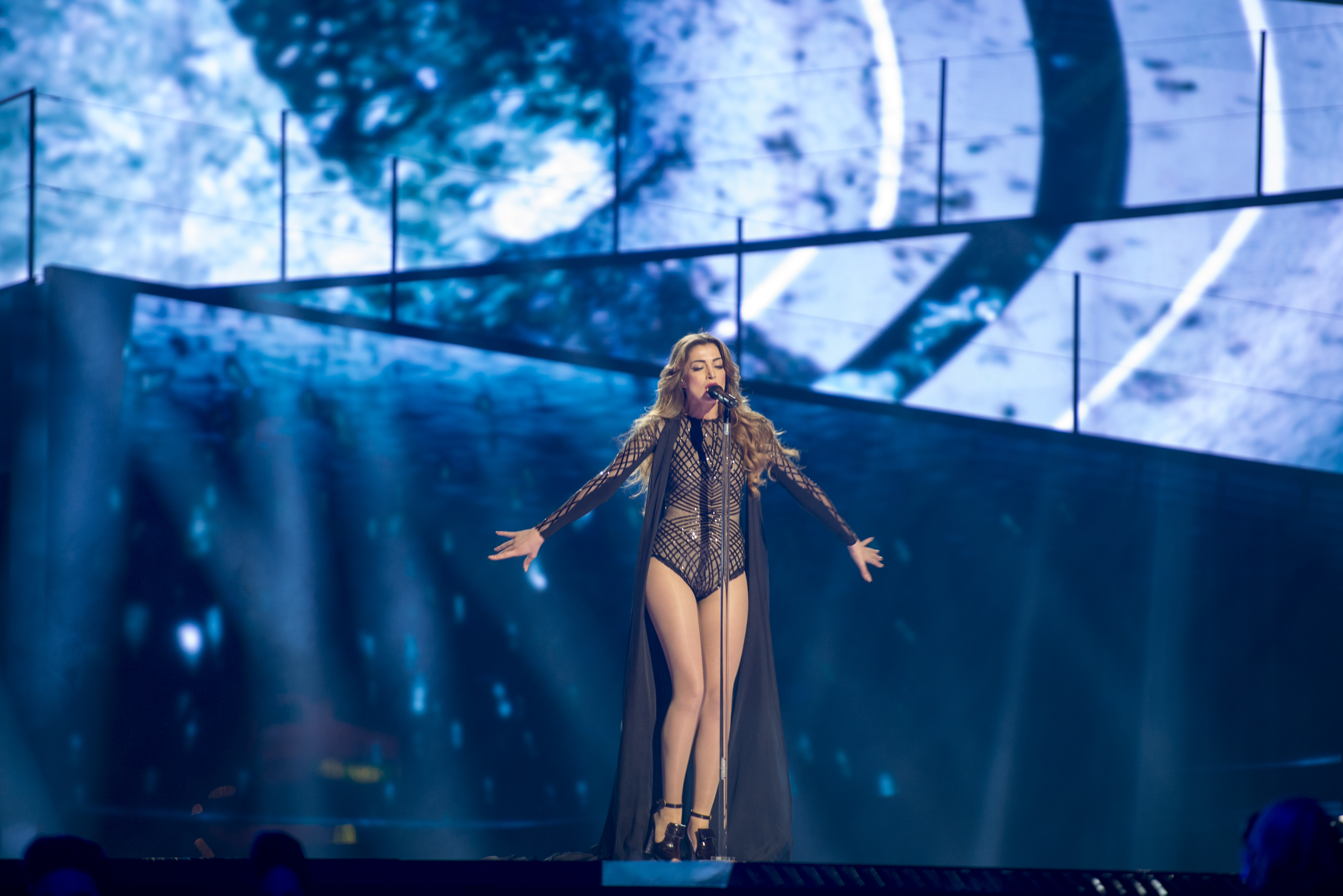
Iveta Mukuchian tijdens het Eurovisiesongfestival 2016

Armenië nam deel aan het Eurovisiesongfestival 2016 in Stockholm, Zweden. Het was de 10de deelname van het land op het Eurovisiesongfestival. ARMTV is verantwoordelijk voor de Armeense bijdrage voor de editie van 2016.

## Selectieprocedure
Armenië vaardigt middels een interne selectie een zangeres af. Op 13 oktober 2015 werd Iveta Mukuchian voorgesteld als de kandidate voor Armenië. Zij zal het nummer LoveWave ten gehore brengen op het festival. De titel werd op 19 februari vrijgegeven, het nummer zelf werd pas op 2 maart gepresenteerd aan het grote publiek.

## In Stockholm
Armenië trad in Stockholm in de eerste halve finale op dinsdag 10 mei 2016 aan. Iveta Mukuchian trad als zevende van achttien acts op, net na Douwe Bob uit Nederland en gevolgd door Serhat uit San Marino. Armenië wist zich te plaatsen voor de finale op zaterdag 14 mei.
In de finale trad Armenië als laatste van de 26 acts aan, na Joe & Jake uit het Verenigd Koninkrijk. Het land eindigde als 7de.
2006 · 2007 · 2008 · 2009 · 2010 · 2011 · 2012 · 2013 · 2014 · 2015 · 2016 · 2017 · 2018 · 2019 · 2020-2021 · 2022 · 2023 · 2024 · 2025
Albanië · Armenië · Australië · Azerbeidzjan · België · Bosnië en Herzegovina · Bulgarije · Cyprus · Denemarken · Duitsland · Estland · Finland · Frankrijk · Georgië · Griekenland · Hongarije · Ierland · IJsland · Israël · Italië · Kroatië · Letland · Litouwen · Macedonië · Malta · Moldavië · Montenegro · Nederland · Noorwegen · Oekraïne · Oostenrijk · Polen · Rusland · San Marino · Servië · Slovenië · Spanje · Tsjechië · Verenigd Koninkrijk · Wit-Rusland · Zweden · Zwitserland